# Think Tank (Pat-Martino-Album)
Think Tank ist ein Jazzalbum von Pat Martino. Die vom 8. bis 10. Januar 2003 in den Sony Studios, New York City, entstandenen Aufnahmen erschienen am 7. Oktober 2003 auf Blue Note Records. Martino erhielt für das Album eine Grammy-Nominierung.

## Hintergrund
Zu Pat Martino gesellten sich bei der vierten Aufnahmesession des Gitarristen für Blue Note der Tenorsaxophonist Joe Lovano, der Pianist Gonzalo Rubalcaba, der Bassist Christian McBride und der Schlagzeuger Lewis Nash.

## Titelliste
- Pat Martino: Think Tank (Blue Note 7243 5 92009 2 7)[2]

1. The Phineas Trane (Harold Mabern) 6:36
2. Think Tank (Pat Martino) 12:07
3. Dozen Down (Pat Martino) 7:54
4. Sun on My Hands (Jim Ridl) 9:16
5. Africa (John Coltrane) 11:43
6. Quatessence (Pat Martino) 9:56
7. Before You Ask (Pat Martino) 6:51
8. Earthings (Joe Ford) 5:32

## Rezeption
Think Tank war für die Grammy Awards 2003 als bestes Jazzinstrumentalalbum nominiert; der Titel „Africa“ war für einen weiteren Grammy (bestes Jazzinstrumentalsolo) nominiert.
Matt Collar verlieh dem Album in Allmusic vier Sterne und schrieb, Martinos Spiel, mathematisch dicht und puritanisch in seiner Ökonomie, könne mit langen Ausbrüchen harmonischer Komplexität und stilistischen Schnörkeln beeindrucken. Zusammen mit seiner Band spiele er mit einer besinnlichen Intensität, die sowohl meditativ sei als auch vor Improvisationsideen explodiere. Lovano sei hier eine besonders intuitive Vorlage für den Gitarristen mit einem schwebenden, kinetischen Stil, der gut zu diesen fließenden Kompositionen passe. Think Tank sei ein tiefgründiges Album, aber nie kühl.

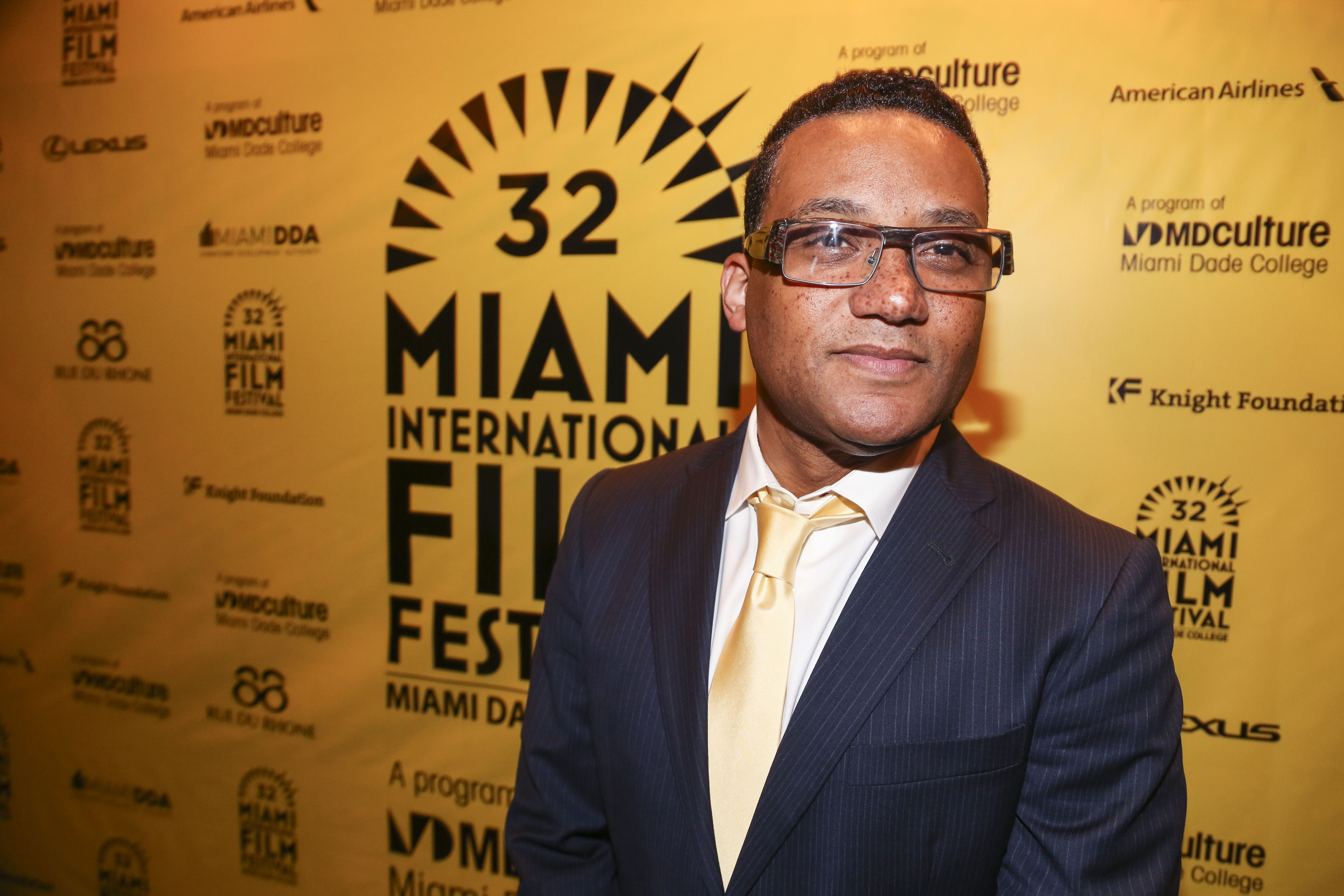
Gonzalo Rubalcaba (2015)

Nach Ansicht von Clifford Allen, der das Album in All About Jazz rezensierte, ist Pat Martino ein modaler Improvisator, ähnlich wie John Abercrombie oder Attila Zoller, aber trotz eines breiten harmonischen Vokabulars sei sein Spiel auf dem Album recht langweilig und biete wenig Erfindungsreichtum. Hingegen sei Gonzalo Rubalcaba hier die größte Offenbarung; sein Klavierstil weise in seiner minimalistischen Wiederholung und einer eindringlichen linken Hand Elemente des jungen Mal Waldron oder Herbie Hancock (etwa auf Grachan Moncur III’s Some Other Stuff von 1965) auf. Er sorge auch für eine Subversivität und Eklektizismus, die an Jaki Byard erinnere. Think Tank sei eine ziemlich durchschnittliche Angelegenheit in den Annalen des modernen Mainstream-Jazz, resümiert Allen, obwohl die Gruppe in Gonzalo Rubalcaba einen Retter habe, dessen Erfindungsreichtum die Bereitschaft zeige, seine Kollegen herauszufordern.
Ebenfalls in All About Jazz schrieb Victor L. Schermer in seiner Besprechung von Think Tank, Martino sei ein Musiker, der immer im gegenwärtigen Moment wachsen und sich entwickeln wolle, immer bestrebt sei, etwas Sinnvolles zu artikulieren, sich nie mit Klischees zufriedengibt. Martino sei es gelungen, seine Mitmusiker zu einem funktionierenden Ensemble zusammenzuführen, in dem das Ganze mehr als die Summe seiner Teile und etwas stimmiges und einzigartiges herauskommt. Und dieses Ziel sei Martino gut gelungen. Auch wenn dies kein Meilenstein in der Geschichte des Jazz ist, so sei es sicherlich ein eindeutiges Zeugnis dafür, was Jazz auf künstlerischer Ebene sein kann. Es ehre gleichzeitig das Erbe von Bebop und Hardbop, die das Markenzeichen von Blue Note Records sind. Und es weise den Weg zu einem Konzept, einer Vision des Kommenden.